# Papyrus 26
Papyrus 26 (volgens de nummering van Gregory-Aland), of {\displaystyle {\mathfrak {P}}}26, ook wel Papyrus Oxyrhynchus 1355, is een oude kopie van het Griekse Nieuwe Testament. Het is een op papyrus geschreven handschrift van de Brief van Paulus aan de Romeinen 1:1-17. Het manuscript wordt op grond van schrifttype gedateerd laat in de 6e of begin van de 7e eeuw. Het wordt bewaard in de Southern Methodist University in Dallas (Texas).

## Tekst
De Griekse tekst van deze codex is een vertegenwoordiger van de Alexandrijnse tekst. Aland plaatst het in categorie I van zijn Categorieën van manuscripten van het Nieuwe Testament.